# Tresteg för herrar i friidrott vid olympiska sommarspelen 1984
Tresteg för herrar vid olympiska sommarspelen 1984 i Los Angeles avgjordes 4 augusti. 

## Medaljörer
| Gren    | Guld            | Guld    | Silver            | Silver  | Brons                         | Brons   |
| Tresteg | Al Joyner · USA | 17,26 m | Mike Conley · USA | 17,18 m | Keith Connor · Storbritannien | 16,87 m |

## Resultat

### Kval

#### Grupp A
| Placering | Totalt | Trestegshoppare        | Försök | Försök | Försök | Resultat | Noteringar |
| Placering | Totalt | Trestegshoppare        | 1      | 2      | 3      | Resultat | Noteringar |
| --------- | ------ | ---------------------- | ------ | ------ | ------ | -------- | ---------- |
| 1         | 1      | Mike Conley (USA)      | 17.36  | —      | —      | 17.36 m  |            |
| 2         | 2      | Eric McCalla (GBR)     | 17.01  | —      | —      | 17.01 m  |            |
| 3         | 4      | Al Joyner (USA)        | 16.30  | 16.45  | 16.85  | 16.85 m  |            |
| 4         | 11     | Peter Bouschen (FRG)   | X      | 15.64  | 16.40  | 16.40 m  |            |
| 5         | 12     | Mamadou Diallo (SEN)   | X      | 15.91  | 16.18  | 16.18 m  |            |
| 6         | 14     | Steve Hanna (BAH)      | 16.02  | 16.14  | 15.00  | 16.14 m  |            |
| 7         | 15     | Dario Badinelli (ITA)  | 16.13  | 16.11  | 15.98  | 16.13 m  |            |
| 8         | 18     | Thomas Eriksson (SWE)  | 15.97  | X      | 14.99  | 15.97 m  |            |
| 9         | 19     | Ken Lorraway (AUS)     | 15.26  | 15.92  | X      | 15.92 m  |            |
| 10        | 20     | Moses Kiyai (KEN)      | 15.83  | 15.90  | X      | 15.90 m  |            |
| 11        | 21     | Paul Emordi (NGR)      | 15.57  | X      | 15.88  | 15.88 m  |            |
| 12        | 22     | Yasushi Ueta (JPN)     | 15.64  | X      | 15.66  | 15.66 m  |            |
| 13        | 25     | Abdoulaye Traoré (MLI) | 15.32  | 14.95  | 14.98  | 15.32 m  |            |
| 14        | 28     | Oscar Diesel (PAR)     | 13.88  | 14.12  | 14.19  | 14.19 m  |            |

#### Grupp B
| Placering | Totalt | Trestegshoppare             | Försök | Försök | Försök | Resultat | Noteringar |
| Placering | Totalt | Trestegshoppare             | 1      | 2      | 3      | Resultat | Noteringar |
| --------- | ------ | --------------------------- | ------ | ------ | ------ | -------- | ---------- |
| 1         | 3      | Ajayi Agbebaku (NGR)        | 16.93  | —      | —      | 16.93 m  |            |
| 2         | 5      | Zou Zhenxian (CHN)          | 16.27  | 16.68  | —      | 16.68 m  |            |
| 3         | 6      | John Herbert (GBR)          | 16.64  | —      | —      | 16.64 m  |            |
| 4         | 7      | Joseph Taiwo (NGR)          | 16.38  | 16.61  | —      | 16.61 m  |            |
| 5         | 8      | Keith Connor (GBR)          | 16.60  | —      | —      | 16.60 m  |            |
| 6         | 9      | Willie Banks (USA)          | X      | 16.12  | 16.59  | 16.59 m  |            |
| 7         | 10     | Hassan Badra (EGY)          | 15.72  | 16.48  | X      | 16.48 m  |            |
| 8         | 13     | Dimitrios Mikhas (GRE)      | 16.01  | 16.15  | X      | 16.15 m  |            |
| 9         | 16     | Abcelvio Rodrigues (BRA)    | 16.12  | 15.86  | 15.14  | 16.12 m  |            |
| 10        | 17     | Ralf Jaros (FRG)            | X      | X      | 16.02  | 16.02 m  |            |
| 11        | 23     | Francis Dodoo (GHA)         | 15.55  | 15.29  | 14.99  | 15.55 m  |            |
| 12        | 24     | Park Yeong-Jun (KOR)        | 15.54  | X      | X      | 15.54 m  |            |
| 13        | 26     | Denou Koffi (TOG)           | 14.44  | X      | X      | 14.44 m  |            |
| 14        | 27     | Ernest Tché-Noubossie (CMR) | 14.36  | 14.39  | X      | 14.39 m  |            |
| —         | —      | Ángel Carlos Gagliano (ARG) | —      | —      | —      | DNS      |            |

### Final
| 1  | Al Joyner (USA)      | 17.26 | 17.04 | 16.83 | —     | 16.94 | 17.04 | 17.26 m |  |
| 2  | Mike Conley (USA)    | 16.91 | X     | 17.18 | X     | X     | X     | 17.18 m |  |
| 3  | Keith Connor (GBR)   | 16.72 | 16.87 | X     | 16.63 | 16.67 | 16.81 | 16.87 m |  |
| 4  | Zou Zhenxian (CHN)   | 16.83 | 16.71 | 16.16 | X     | 16.33 | 16.40 | 16.83 m |  |
| 5  | Peter Bouschen (FRG) | 16.04 | 16.77 | 16.38 | 16.58 | 16.28 | 16.75 | 16.77 m |  |
| 6  | Willie Banks (USA)   | 16.23 | 16.75 | X     | X     | 16.33 | 16.51 | 16.75 m |  |
| 7  | Ajayi Agbebaku (NGR) | 14.84 | 16.67 | —     | —     | —     | —     | 16.67 m |  |
| 8  | Eric McCalla (GBR)   | 16.64 | X     | 15.89 | —     | X     | 16.66 | 16.66 m |  |
| 9  | Joseph Taiwo (NGR)   | 16.36 | 16.64 | 16.61 | 16.12 | 16.57 | 16.32 | 16.64 m |  |
|    |                      |       |       |       |       |       |       |         |  |
| 10 | John Herbert (GBR)   | 16.35 | 16.05 | 16.40 |       |       |       | 16.40 m |  |
| 11 | Hassan Badra (EGY)   | 15.52 | 15.74 | 16.07 |       |       |       | 16.07 m |  |
| 12 | Mamadou Diallo (SEN) | 15.99 | 15.69 | —     |       |       |       | 15.99 m |  |